# جان مک گریگور
جان مک گریگور (انگلیسی: John McGregor؛ زادهٔ ۵ ژانویهٔ ۱۹۶۳) بازیکن فوتبال اهل بریتانیا است.
از باشگاه‌هایی که در آن بازی کرده‌است می‌توان به باشگاه فوتبال سنت میرن، باشگاه فوتبال لیدز یونایتد، باشگاه فوتبال لیورپول، و باشگاه فوتبال رنجرز اشاره کرد.